# Nacionalni park Krka
Krka je nacionalni park u Hrvatskoj koji se proteže uz rijeku Krku, od mjesta gdje nad Krkom leže srednjovjekovne utvrde Trošenj (Čučevo) i Nečven do Šibenskog mosta na Jadranskoj magistrali. Status nacionalnog parka dobio je 24. siječnja 1985. godine.

## Zemljopisni položaj
Nacionalni park je lociran u središnjoj Dalmaciji nizvodno od Knina, a samo par kilometara sjeveroistočno od grada Šibenika.
Obuhvaća područje uz rijeku Krku koja izvire u podnožju planine Dinare kod Knina, teče kroz kanjon dug 75 km, protječe kroz Prokljansko jezero, te utječe u Šibenski zaljev. Prostire na 109 kvadratnih kilometara, od kojih 25,6 kvadratnih kilometara čini vodena površina. Rijeka Krka danas ima 7 sedrenih slapova i njezine ljepote predstavljaju prirodni krški fenomen. Nacionalnom parku pripada i donji tok rijeke Čikole.

## Slapovi
Veći slapovi su Bilušića buk, Brljanski slap, Manojlovac, Rošnjak, Miljacka, Roški slap i Skradinski buk
| Slap            | Visina (m) |
| --------------- | ---------- |
| Bilušića buk    | 19,6       |
| Brljanski slap  | 15,5       |
| Manojlovac      | 59,6       |
| Rošnjak         | 8,4        |
| Miljacka (slap) | 23,8       |
| Roški slap      | 26,5       |
| Skradinski buk  | 45,7       |

## Zanimljivosti
Hidroelektrana Jaruga ispod slapa Skradinskog buka jedna je od najstarijih hidroelektrana s izmjeničnom strujom u svijetu. Upogonjena je 28. kolovoza 1895.

## Poveznice
- Hrvatski nacionalni parkovi i parkovi prirode

## Daljnje čitanje
- Bralić, Ivo, Hrvatski nacionalni parkovi, Zagreb, 2005. ISBN 953-0-61536-1

## Vanjske poveznice
|  | Zajednički poslužitelj ima još gradiva o temi Nacionalni park Krka |

- Nacionalni park Krka